# Шмидт, Бернхард
Бернхард Шмидт (эст. Bernhard Woldemar Schmidt, 1879—1935) — эстонско-шведский, впоследствии немецкий астроном и инженер-оптик, изобретатель зеркально-линзового телескопа большой светосилы, свободного от
комы.

## Биография
Родился на острове Найссаар (вблизи Таллина) в семье Карла Константина и Марии Хелены Кристины Шмидт, был старшим из шестерых детей. Население острова, преимущественно эстонские шведы, владели как эстонским, так и шведским языками, семья Шмидт владела также немецким. В возрасте 15 лет из-за неудачного эксперимента с порохом Бернхарду ампутировали руку.
В 1896—1901 годах Бернхард работал в Таллине телеграфистом, фотографом, рабочим на заводе электрических машин, в 1901-м переехал в Швецию и поступил в Технический университет Чалмерса в Гётеборге, после чего продолжал учёбу в техникуме в Митвайде (нем.), Германия. В Митвайде построил небольшую обсерваторию, а также открыл небольшую оптическую мастерскую по изготовлению параболических зеркал для любителей астрономии. Установил связи с ведущими астрономами Германии, такими как Герман Фогель и Карл Шварцшильд, которые высоко оценивали изготовленные им зеркала.
В 1916 году познакомился с директором Бергедорфской обсерватории (Гамбург) Рихардом Шорром и начал сотрудничать с ним. В 1926 году зачислен в штат обсерватории, с 1928-го постоянно жил в Бергедорфе. В 1927—1929 годах принял участие в двух экспедициях, организованных Гамбургской обсерваторией для наблюдения солнечных затмений — одна на север Швеции, вторая — на Филиппины.

## Камера Шмидта

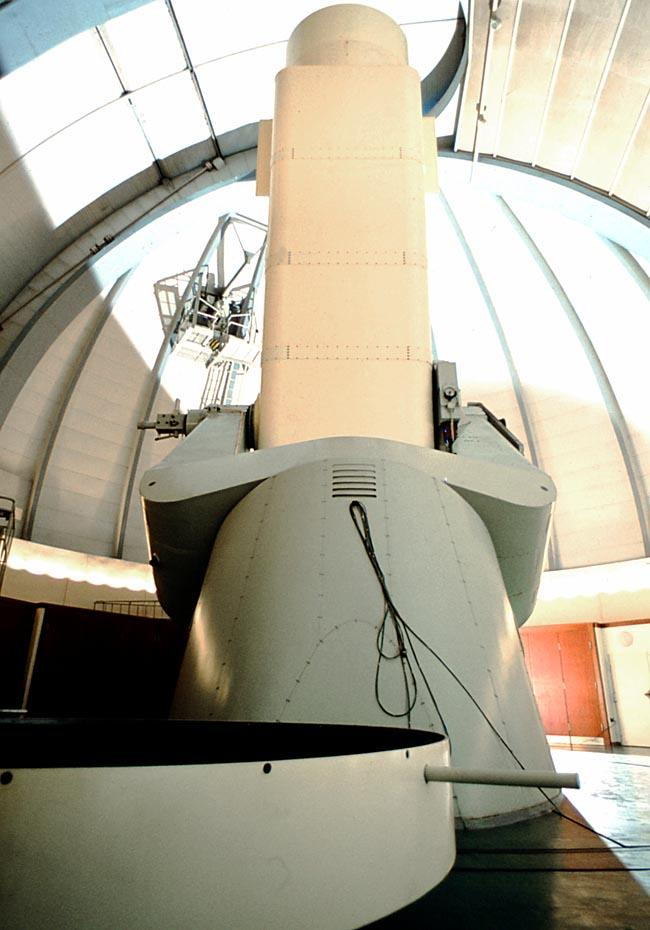
2-метровая камера Шмидта в обсерватории Карла Шварцшильда в Тотенбурге, Германия

В работе «Светосильная зеркальная система, свободная от комы» (1932) впервые дал описание новой системы телескопа. Созданная Шмидтом новая система телескопа — зеркально-линзовая фотографическая камера, названная позднее рефлектором системы Шмидта (или камерой Шмидта), до настоящего времени считается одним из выдающихся достижений в области телескопостроения. Дальнейшим развитием системы были камеры Бейкера-Шмидта, Бейкера-Нана, Мерсенна-Шмидта.